# 英格博格·施温茨
英格博格·施温茨（Ingeborg Schwenzer，1951年10月25日—），生于德国斯图加特，是瑞士巴塞尔大学的比较司法学者。

## 简历
英格博格·施温茨于1970年至1975年间在德国弗莱堡大学和瑞士日内瓦大学研读法律。1793至1975年间，她在弗莱堡大学的行政法研究中心作学生助理。1975年，施温茨在弗莱堡大学通过了第一次国家考试（Erste juristische Staatsprüfung）。在209名考生中，排名第三。
- 1975年至1976年，她在美国加利佛尼亚大学伯克利分校学习。学期届至时，她被授予法律（荣誉）硕士学位。

- 1977年至1981年，施温茨在弗莱堡大学的比较法和国际私法研究所担任彼得·施莱希特里姆的助理研究员。她于1978年凭借博士论文《美国法和德国法下卖方就瑕疵货物的责任限制》（Die Freizeichnung des Verkäufers von der Sachmängelhaftung im amerikanischen und deutschen Recht）获得博士学位。该论文获得Herrnstadt 奖，被评为1978年最佳博士论文。

- 1978年至1980年，施温茨在弗莱堡完成法律实务训练。1980年，她通过第二次国家考试（Zweite juristische Staatsprüfung），并在334名考生中排名第一。

- 1980年至1987年，施温茨在弗莱堡的行政和商业法律学会（Verwaltungs- und Wirtschaftsakademie）担任私法和商法的讲师。1986年，施温茨在德国马堡大学担任讲师。

- 1987年，施温茨的资格论文《从地位到实际关系 – 变迁中的家庭法》（Vom Status zur Realbeziehung – Familienrecht im Wandel）被弗莱堡大学通过。她从而获得私法、商法和国际私法及比较法的授课资格。她还在康斯坦茨大学担任私法、商法和劳动法的代理教授，并于同年后期，在德国科隆大学获得私法、国际私法和比较法的教授职称。1987年12月，她接受了德国美因茨大学的邀请，担任该校的教授。

- 1989年，施温茨开始主持瑞士巴塞尔大学的私法教授小组。

- 1991年，她获得德国基尔大学和德国柏林洪堡大学的邀请去担任私法教授，但都被她婉拒了。

- 2010年来，在香港城市大学担任讲座教授。

施温茨曾在以下大学和机构担任客座教授：1994年至 2002年，瑞士巴塞尔的欧盟机构、2008年法国巴黎十二大、2009年新西兰惠灵顿大学、2010年芝加哥洛约拉大学、2011年喀麦隆布埃亚大学、2011年土耳其伊斯坦布尔信息大学。

## 研究领域和兴趣
在她的研究生涯中，施温茨主要关注债法、商法和家庭法这三大领域。除此之外，她还对仲裁以及大学的教学方法论有浓厚的兴趣。

### 全球货物买卖法
全球货物买卖法项目是关于货物买卖和合同法的一个研究项目。

#### 全球货物销售和合同法
《全球货物销售和合同法手册》是该项目的核心成果，由施温茨、帕斯卡·哈希姆和克里斯托佛·纪合著。该手册对超过60个国家的货物买卖和合同法进行比较性的研究。更重要的是，该书完全采用功能比较的方法，而并非各国的国别报告。该书的作者也借鉴了以下博士论文：穆罕默德·哈菲兹（阿拉伯和中东），娜提阿·拉比阿什维利（东欧和中欧），埃德加多·穆涅斯（拉丁美洲），让·阿伦·蓬达·玛帝普（中非和南非）以及杨娟（亚洲）。这些论文都是就一定区域的各个法系的比较研究，并都由施温茨进行指导。 

#### 《〈联合国国际货物销售合同公约〉释评》
施温茨是《〈国际联合国国际货物销售合同公约〉释评》的主编。该著作的德语版第五版于2007出版， 英语版第3版于2009年出版，西班牙语版第1版于2011年出版。目前正在被译为中文，待出版。

#### CISG-online.ch
施温茨主持着一个涵盖所有德语语系国家的关于《国际联合国国际货物销售合同公约》的案例数据库。该数据库由彼得.施莱希特里姆于1995年建立，并于2002年转交给施温茨在巴塞尔的研究组进行管理。

#### 维也纳国际商事仲裁模拟仲裁庭比赛
维也纳国际商事仲裁模拟仲裁庭比赛（以下简称“模拟仲裁庭比赛”）每年都在维也纳举行，是全球范围内规模最大的国际商事仲裁模拟仲裁庭比赛。自1994年第一届模拟仲裁庭比赛开赛以来，施温茨一直都作为仲裁员参加。自2004年，她还作为仲裁员参与了模拟仲裁比赛香港赛区的赛事。此外，自1995年来，她还一直担任巴塞尔大学的教练。

### 现代家庭法典
2006年，施温茨与玛芮尔·蒂斯合作，在对欧洲、美洲和太平洋地区各法域的家庭法进行比较研究的基础上，起草了名为《现代家庭法典》的示范法典。 相较于不断进行小规模修订的国内家庭法，《现代家庭法典》涵盖了几乎所有的问题，且体系完整。此外，《现代家庭法典》还具有相当的灵活性，为各种文化价值观的实现保留了空间，反映了家庭法的现实。

## 著作列表
根据施温茨在巴塞尔大学的著作列表（2011年10月——）， 施温茨已经发表了14部专题著作、48篇合著、73篇期刊论文、21篇文章收录在各评述中、1篇报刊文章、17篇案例分析、28篇书评以及5篇其他内容的文章。此外，她还是19本著作的编者。
- with Pascal Hachem und Christopher Kee: Global Sales and Contract Law, Oxford: Oxford University Press 2011 (expected), ISBN 978-0-19-957298-4
- Allgemeine Einleitung, Artt. 125 - 132 ZGB, in: Schwenzer (Hrsg.), Familienrechtskommentar Scheidung, 2. Aufl., Bern 2011, ISBN 978-3-7272-2882-7
- editor, Familienrechtskommentar Scheidung (2 Bände), 2. Aufl., Bern: Stämpfli Verlag AG 2011, ISBN 978-3-7272-2882-7
- editor, with Edgardo Muñoz, Schlechtriem & Schwenzer: Comentario sobre la convencion de las Naciones Unidas sobre los contratos de compraventa internacional de mercaderias, Cizur Menor (Navarra): Editorial Aranzadi SA 2011, ISBN 978-84-9903-761-5
- Familie und Recht, Bern: Stämpfli Verlag AG 2010, ISBN  978-3-7272-8726-8
- editor, Schlechtriem & Schwenzer, Commentary on the UN Convention on the International Sale of Goods (CISG), 3rd edition, Oxford: Oxford University Press 2010, ISBN 978-0-19-956897-0
- Schweizerisches Obligationenrecht, Allgemeiner Teil, 5th edition, Bern: Stämpfli Verlag AG 2009, ISBN  978-3-7272-0938-3
- Arts. 35 - 44, 74 - 77, 79 - 80 CISG, in: Schwenzer (editor), Schlechtriem/Schwenzer, Kommentar zum Einheitlichen UN-Kaufrecht - CISG, 5th edition, München 2008,  ISBN 978-3-406-57549-5
- editor, Schlechtriem/Schwenzer, Kommentar zum Einheitlichen UN-Kaufrecht - CISG, 5th edition, München/Basel: Verlag C.H. Beck/Helbing & Lichtenhahn Verlag 2008, ISBN 978-3-406-57549-5
- editor, with Christiana Fountoulakis, International Sales Law, London/New York: Routledge 2007, ISBN  978-0-415-41963-5
- with Mariel Dimsey, Model Family Code, Antwerp/Oxford: Intersentia 2006, ISBN  978-90-5095-590-4
- Restitution of Benefits in Family Relationships, International Encyclopedia of Comparative Law, Vol. X: Restitution - Unjust Enrichment and Negotiorum Gestio, Chapter 12, Tübingen/Dordrecht/Boston/Lancaster: Martinus Nijhoff Publisher 1997, ISBN  978-90-04-16309-6
- Vom Status zur Realbeziehung – Familienrecht im Wandel, Baden-Baden: Nomos Verlag 1987, ISBN  3-7890-1492-3
- Die Freizeichnung des Verkäufers von der Sachmängelhaftung im amerikanischen und deutschen Recht (Arbeiten zur Rechtsvergleichung, Band 95), Frankfurt a.M. 1979, ISBN  3-7875-0195-9

## 選定的會員資格及職務
- 2011 Advisor for the Swiss Ministry of Justice on Family Law
- Since 2010 Member of the European Law Institute
- Since 2008 Regular member of the Berlin Brandenburg Academy of Sciences and the Humanities
- Since 2004 Deputy Chair of the Board of the German Jurists Association
- Since 2003 Member of the Board of the Center for Family Sciences, Basel, Switzerland
- Since 2003 Member of the CISG Advisory Council
- Since 2001 Member of the Expert Group of the Commission on European Family Law
- 1999 – 2005 Member of the Board of the Association of Lecturers in Private Law (Zivilrechtslehrervereinigung)

## 獎項
- 2011 Law Career Achievement Award of the Arab Society for Commercial and Maritime Law